# Tirà reial bec de bota
El tirà reial bec de bota (Megarynchus pitangua) és un ocell de la família dels tirànids (Tyrannidae) i única espècie del gènere Megarynchus.

## Hàbitat i distribució
Viu al bosc obert i clars del bosc, normalment a prop de l'aigua, a les terres baixes, des del sud de Sinaloa, sud de San Luis Potosí i sud de Tamaulipas cap al sud a la llarga d'ambdues vessants, incloent la Península del Yucatán, fins Panamà, incloent l'illa Cébaco, i des de Colòmbia, Veneçuela, Trinitat i Guaiana, cap al sud, per l'oest dels Andes, fins al nord-oest del Perú i, per l'est dels Andes, a través de l'est d'Equador, est del Perú, nord i est de Bolívia, Brasil i Paraguai fins al nord-est de l'Argentina.